# Nocturnal Rites
Nocturnal Rites est un groupe de power metal suédois, originaire d'Umeå. Formé en 1990 par le guitariste et chanteur Frederik Mannberg, le groupe enregistre sa première démo, The Obscure, au début de 1991 avec Frederik Mannberg au chant. Depuis, Nocturnal Rites compte un total de huit albums studio.
En juin 2008, le guitariste Nils Norberg annonce qu'il quitte le groupe. Ayant toujours fait de la musique et de Nocturnal Rites sa principale priorité dans sa vie, Nils Norberg estime qu'il est temps pour lui de mettre la musique au second plan et de consacrer plus de temps à sa famille ainsi qu'à lui-même. Un remplaçant a été présenté en mai 2010 en la personne de Chris Rörland.

## Biographie
Le groupe est formé en 1990 sous le nom de Necronomic jouant du heavy metal, comme en témoigne leur démo, The Obscure (1991). La démo attire l'intérêt des labels, mais le groupe ne conclut aucun contrat et préfère attendre une meilleure occasion. Sur leur promo deux titres, en 1992, leur style évolue légèrement à la Iron Maiden. le groupe comprend originellement Fredrik Mannberg (guitare, chant) et Tommy Eriksson (batterie), qui recruteront le bassiste Nils Eriksson. En 1994, le groupe signe avec le label suédois Dark Age, et leur premier album In a Time of Blood and Fire est publié en collaboration avec Megarock Records en 1995. Par la suite, le guitariste Mikael Söderström décide de quitter le groupe, et est remplacé par Nils Norberg. Bien que guitariste remplaçant, Norberg endosse la guitare solo, et Mannberg passe à la guitare rythmique. Leur deuxième album, Tales of Mystery and Imagination, est publié au Japon à la fin de 1997. Il est publié en Europe en mars 1998 chez Century Media. Le groupe tourne en Europe avec Overkill et Angel Dust.
Le troisième album, The Sacred Talisman, est publié en 1999 et fait participer un nouveau batteur, Owe Lingvall, remplaçant Ulf Andersson qui s'est blessé à la jambe. L'album atteint la 83e place des classements japonais. Seulement deux semaines après sa sortie, le groupe joue en Europe avec Nevermore, Morgana Lefay et Sacred Steel et participe à des festivals en plein air comme le Dynamo Festival en 1999. Ensuite, Anders Zackrisson est remplacé par l'ancien chanteur de Mogg, Jonny Lindqvist. Il attribue une voix différente à leur album qui suit, Afterlife, publié en 2000. Le groupe joue encore en Europe avec Iron Savior. L'année 2004 assiste à la sortie de l'album New World Messiah, suivi par une tournée de quatre mois avec Edguy et Brainstorm. Deux vidéos des chansons Awakening et Against the World, sont produites par le batteur Owe Lingvall.
En 2005, ils rééditent leurs deux premiers albums en soutien à leur quinzième anniversaire, sous un double-album intitulé Lost in Time. Le groupe joue sur scène Demons at the Opera avec un orchestre à l'opéra d'Umeå. L'album Grand Illusion, publié en 2005, fait notamment participer Jens Johansson (Stratovarius), Henrik Danhage (Evergrey), Kristoffer W. Olivius (Naglfar), Stefan Elmgren (HammerFall), et, encore plus surprenant le champion de ski Per Elofsson, qui vient lui aussi d'Umeå. Ils tournent aussi avec des groupes comme Nightwish, Gamma Ray, HammerFall et Labyrinth, et joue dans des festivals comme le Wacken Open Air, Sweden Rock, Gates of Metal, etc. Leur nouvel album, The 8th Sin, est publié en 2007. Nils quitte le groupe l'année suivante pour des raisons personnelles, et est remplacé par Christoffer Rörland. Mannberg et Erikson sont aussi membre du groupe de thrash metal Guillotine, et Rörland de Sabaton en 2012.
En 2010, le groupe écrit un nouvel album. Six ans après The 8th Sin, en 2013, le groupe annonce la fin des enregistrements de leur nouvel album. En date de 2017, l'album n'est toujours pas publié.

## Membres
- Frederik Mannberg - guitare (depuis 1990)
- Nils Eriksson - basse (depuis 1990)
- Owe Lingvall - batterie (depuis 1999)
- Jonny Lindkvist - chant (depuis 2000)
- Chris Rörland - guitare (depuis 2010)

## Anciens Membres
- Tommy Eriksson - batterie (1990-1992)
- Mikael Söderström - guitare rythmique (1992-1996)
- Mattias Bernhardsson - claviers (1997)
- Ulf Andersson - batterie (1992-1999)
- Anders Zackrisson - chant (1993-2000)
- Nils Norberg - guitare solo (1996-2008)

## Discographie
- 1991 : Demo
- 1995 : In a Time of Blood and Fire
- 1997 : Tales of Mystery and Imagination
- 1999 : The Sacred Talisman
- 2000 : Afterlife
- 2002 : Shadowland
- 2004 : New World Messiah
- 2005 : Grand Illusion
- 2007 : The 8th Sin
- 2017 : Phoenix